# 120-ті до н. е.

## Події
- До влади у Китаї прийшов Імператор У-ді.
- Імператор У-ді провів воєнну реформу.
- Північна та центральна Корея потрапила під Китайський контроль.
- Пергам стає римською провінцією.
- Внутрішній конфлікт у державі Селевкидів (128–123)

## Померли
- 11 червня 124 — Гіспаосін, цар Харакени